# 闽古林罗连中心县委游击总队
闽古林罗连中心县委游击总队是第二次国共内战时期中国共产党领导的一支游击队，属于城工部系统。
1948年2月，以中共闽古林罗连五县中心县委武工队为骨干，福州北岭地区的农民暴动积极分子为主体，在林森县（今闽侯县）君山村成立“闽古林罗连中心县委游击总队”（一说“五县中心县委主力游击队”），总队长兼政治委员为林白。最初，有60余人枪；1948年9月，发展至200余人，拥有长短枪100余支。10月，五县中心县委在魁岐举行会议后，留直属警卫连随中心县委，其余主力游击队骨干率队分赴福州市郊及周边各县开展工作，发展游击武装。
1949年初，除直属部队外，五县中心县委领导的游击队有：连罗游击总队（1948年8月—1949年8月）、北茭游击队（1948年8月—1949年8月）、林连罗沿海工委游击队（1948年10月—1949年8月）、平潭人民游击队（1948年10月成立，1949年2月，改称平潭人民游击支队，7月后，改归闽中支队司令部建制，称平潭游击大队）、闽连罗边区工委游击队（即东岭游击队，1949年1月—8月）、林森西区人民游击队（1949年1月—6月）、罗源县人民游击队（1949年3月—6月）。夏季，又组建罗古林边区游击队（1949年5月—6月，6月底，改编为五县中心县委游击（总）队第五中队）、古田游击队（1949年5月—6月，即古闽林工委游击队第四中队）、林森县游击队（1949年6月—8月）、罗源县委游击队（1949年7月—8月，对外称五县中心县委游击总队第九连）等支队。8月福州战役结束时，五县中心县委领导的武装已达3500人（不含平潭游击队）。